# Mochi
Mochi (Japans: 餅; ook wel o-mochi) is een rijstgerecht uit de Japanse keuken dat traditioneel rond nieuwjaar (shogatsu of oshogatsu) gegeten wordt (vergelijk met de Nederlandse oliebol), maar tegenwoordig wordt dit het hele jaar door gegeten. Het zijn een soort cakejes van gestoomde Japanse kleefrijst in pastelkleuren met vaak een ronde vorm. Mochi is een zeer populaire wagashi (Japanse lekkernij) en wordt vaak geserveerd met matcha (groene thee). Binnen de wagashi valt de mochi onder de namagashi, die een vochtgehalte van 30% of meer hebben. 

## Oorsprong en traditie
Dit cakejesconcept zou uit China stammen waar het nu nog gekend is als tangyuan. We vinden het ook terug in Taiwan onder de Japanse mochi benaming. Tijdens het maanfeest op Japan, Tsukimi (Tsuki betekent maan en mi betekent kijken), wordt er traditioneel Dango (Mochiko) gegeten. In Japan ziet men in de donkere vlekken op de maan een konijn dat op een mochi slaat.

## Traditionele bereiding (mochi-tsuki)
Mochi wordt verkregen door kleefrijst (mochigome, もち米) te weken, stomen en vervolgens (met suiker) in te koken tot een plakkerige rijstepap. Na afloop wordt dit geplet of gevijzeld in een speciaal proces tot er een soort plakkerige deegbol ontstaat, die ook wel wat weg heeft van een hele dikke pasta. Traditioneel wordt dit pletten gedaan tijdens een ceremonie (mochi-tsuki 餅搗き•もちつき) in een grote houten kom (usu), waar met minimaal 2 mensen het mochi-deeg om de beurt wordt gestampt met een houten hamer (kine) tot een plakkerige dikke textuur. Hierna wordt de mochi op smaak gebracht en tot balletjes gedraaid of gevuld. Vaak wordt een laagje maïszetmeel of poedersuiker gebruikt om de plakkerige rijstedeeg te kunnen hanteren.
Het is dan ook verschillend ten opzichte van dango, die wordt gemaakt door vermalen kleefrijstmeel (mochiko) te mengen met koud water tot een kleverige rijstedeeg. Vervolgens wordt dit deeg gedraaid tot balletjes, die vaak nog kort worden gekookt tot ze mooi stevig zijn. Daarna worden ze vaak met 3 tot 5 op een stokje geregen. Uiteindelijk kan gekozen worden om de dango te serveren met een topping.
Tegenwoordig wordt ook mochi net als dango gemaakt van kleefrijstmeel (mochiko), waardoor het ook thuis kan worden bereid. Dit kleefrijstmeel wordt gemengd met water en gekookt op een fornuis of in de magnetron tot een plakkerig, opaak wit rijstedeeg.

## Variaties
Er bestaan veel soorten mochi-variaties. Mochi kan worden gebruikt als toevoeging aan zoete gebakjes of voor hartige gerechten. Deze zijn ontstaan als gerecht voor de viering van feestdagen, of zijn een unieke lokale specialiteit. Ze worden gegeven als cadeau tijdens feestdagen, maar kunnen ook gebruikt worden als traktatie om uit te delen aan gasten. Verschillende plaatsen in Japan hebben mochi met een unieke smaak als hun lokale specialiteit. Vaak worden ze na een (zaken)reis als souvenir voor thuis meegenomen. Er bestaan mochi met of zonder smaakmakers en met of zonder vulling. De algemene term voor mochi met een zoete vulling is daifuku. In de jaren 1990 werd de mochi met ijsvulling op de markt gebracht. Sindsdien is mochi-ijs steeds populairder geworden.
| Naam                               | Japans                        | Omschrijving | Afbeelding |
| ---------------------------------- | ----------------------------- | --- | ---------- |
| Akumaki                            |                               | kleefrijstcake gekookt in loog en omwikkeld door bamboe-blad, oorspronkelijk uit Kyushu en gegeten tijdens het kodomo no hi (kinderdag) op 5 mei |            |
| Botamochi / Ohagi                  | ぼたもち                      | zoete mochi bal omwikkeld met een laag anko |            |
| Daifuku                            | 大福 let. veel geluk          | algemene term voor mochi gevuld met een zoete vulling (meestal anko) |            |
| Dango                              | だんご                        | klein, plakkerig, zoet balletje van kleefrijstmeel (mochiko), traditioneel met 3 tot 5 bolletjes op een brochette gestoken en per drie stokjes geserveerd                                                                                               |            |
| Hanabiramochi                      | 葩餅 let. bloemblad mochi     | platte, ronde, zoete, wit-doorschijnende mochi vel gewikkeld rond een vulling van wittebonenpasta gemengd met miso en een stokje gesuikerde gobo (klis of distelwortel), gegeten rond de nieuwjaarsviering en afkomstig uit Kioto                       |            |
| Hishi mochi                        | let. ruit mochi               | 3 lagen mochi plakken op elkaar (roze-wit-groen) in een ruitvorm, gegeten tijdens hinamatsuri (meisjesdag) op 3 maart |            |
| Ice cream mochi                    |                               | bolletje ijs als vulling in een mochi, gegeten in de zomer en als dessert |            |
| Ikinari dango                      |                               | gestoomd broodje met een vulling van zoete aardappel en anko, oorspronkelijk uit Kumamoto |            |
| Isobe maki                         |                               | gegrilde mochi omwikkeld door een nori-vel en wordt gegeten met sojasaus |            |
| Kirimochi / kakumochi / marumochi  |                               | plakje ongezoete mochi gemaakt van kleefrijstmeel, wordt gebruikt om mee te koken |            |
| Kagami mochi                       | let. spiegel mochi            | twee grote mochi met glazuur-laagje op elkaar gestapeld met daarop een daidai, traditioneel gegeten rond de nieuwsjaarsviering op 11 januari |            |
| Kusa mochi / yomogi mochi          | 草餅, 蓬餅 let. kruidenmochi  | zoete mochi van rijstmeel (joshinko) gemengd met yomogi (Japanse bijvoetskruid), wat het zijn natuurlijke groene kleur geeft, gegeten tijdens de lente en tijdens hinamatsuri (meisjesdag) op 3 maart                                                   |            |
| Kuzumochi                          |                               | traditioneel gemaakt van meel van de kuzu-plantwortels in plaats van kleefrijstmeel, waardoor het transparant is, en geserveerd met kinako (geroosterde sojameel) en kuromitsu (bruine suikersiroop), populair tijdens de zomer                         |            |
| Mizu shingen mochi / Raindrop Cake | let. regendruppel mochi       | moderne versie van de mochi gemaakt van agaragarpoeder in plaats van kleefrijstmeel, waardoor het transparant is, en geserveerd met kinako (geroosterde sojameel) en kuromitsu (bruine suikersiroop), populair tijdens de zomer                         |            |
| Oshiruko / zenzai                  | おしるこ/ぜんざい             | warm dessert gemaakt van anko in een vloeibare soepvorm, met kleine mochi balletjes erin drijvend |            |
| Sakuramochi                        | 桜餅 let. kersenbloesem mochi | een rijst cake gevuld met anko en gewikkeld in een ingelegd kersenbloesem(sakura)blad, gegeten tijdens de bloesembloeiperiode (rond eind maart) of de hinamatsuri (meisjesdag) op 3 maart                                                               |            |
| Uirō                               |                               | gestoomde cake gemaakt van rijstmeel (joshinko) en suiker, vergelijkbaar met mochi |            |
| Warabimochi                        | 蕨餅                          | traditioneel gemaakt van meel van de warabi-plantwortels in plaats van kleefrijstmeel, waardoor het transparant is, en geserveerd met kinako (geroosterde sojameel) en kuromitsu (bruine suikersiroop), populair in de Kansai regio en tijdens de zomer |            |
| Yaki mochi                         |                               | mochi dat wordt geroosterd, waardoor het een gepofte structuur heeft, wordt warm geserveerd en gewoonlijk gegeten in de winter |            |
| Yatsuhashi                         |                               | dunne vellen gyūhi (gezoete mochi), verkrijgbaar in verschillende smaken, zoals kaneel, en gevouwen tot een driehoek rond een bolletje vulling, oorspronkelijk uit Kioto                                                                                |            |
| Yubeshi                            | ゆべし                        | een mengsel van rijstmeel, suiker en sojasaus dat is gestoomd, komt voor als plak of gevuld in een uitgeholde yuzu (Japanse citrus) |            |

## Galerij met voorbeelden

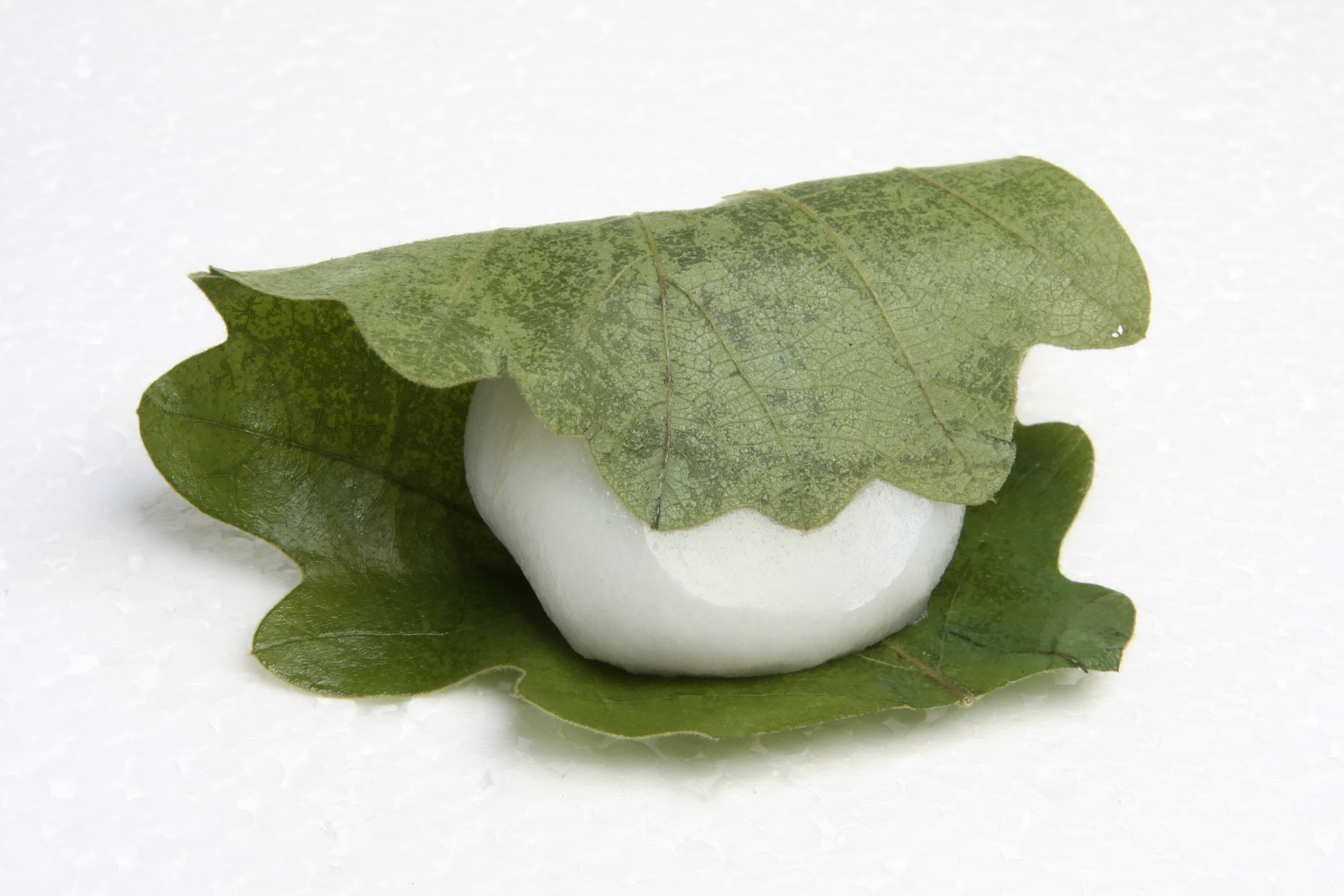
Kashiwa mochi, gemaakt van rijstmeel (joshinko)
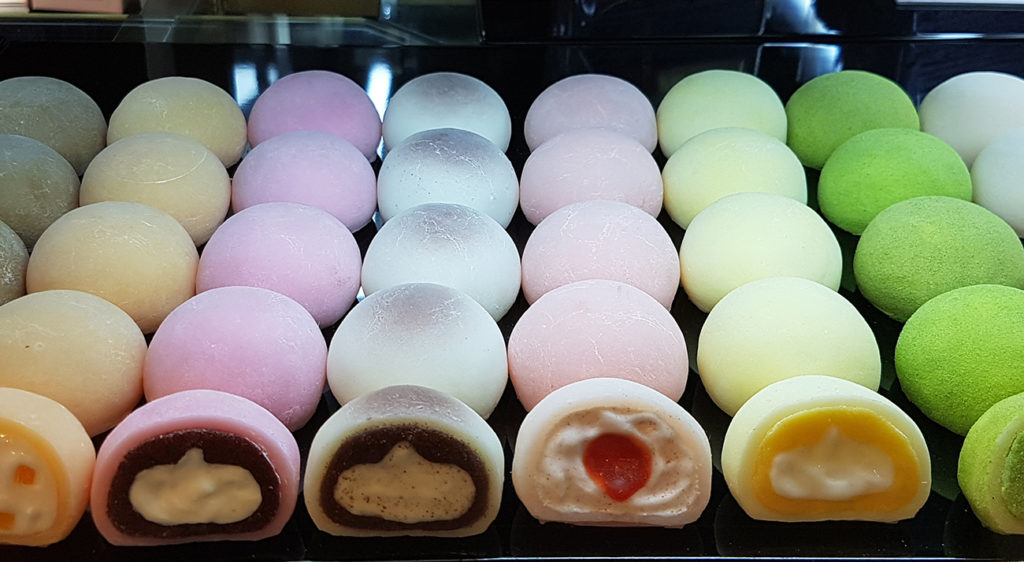
Mochi met verschillende vullingen
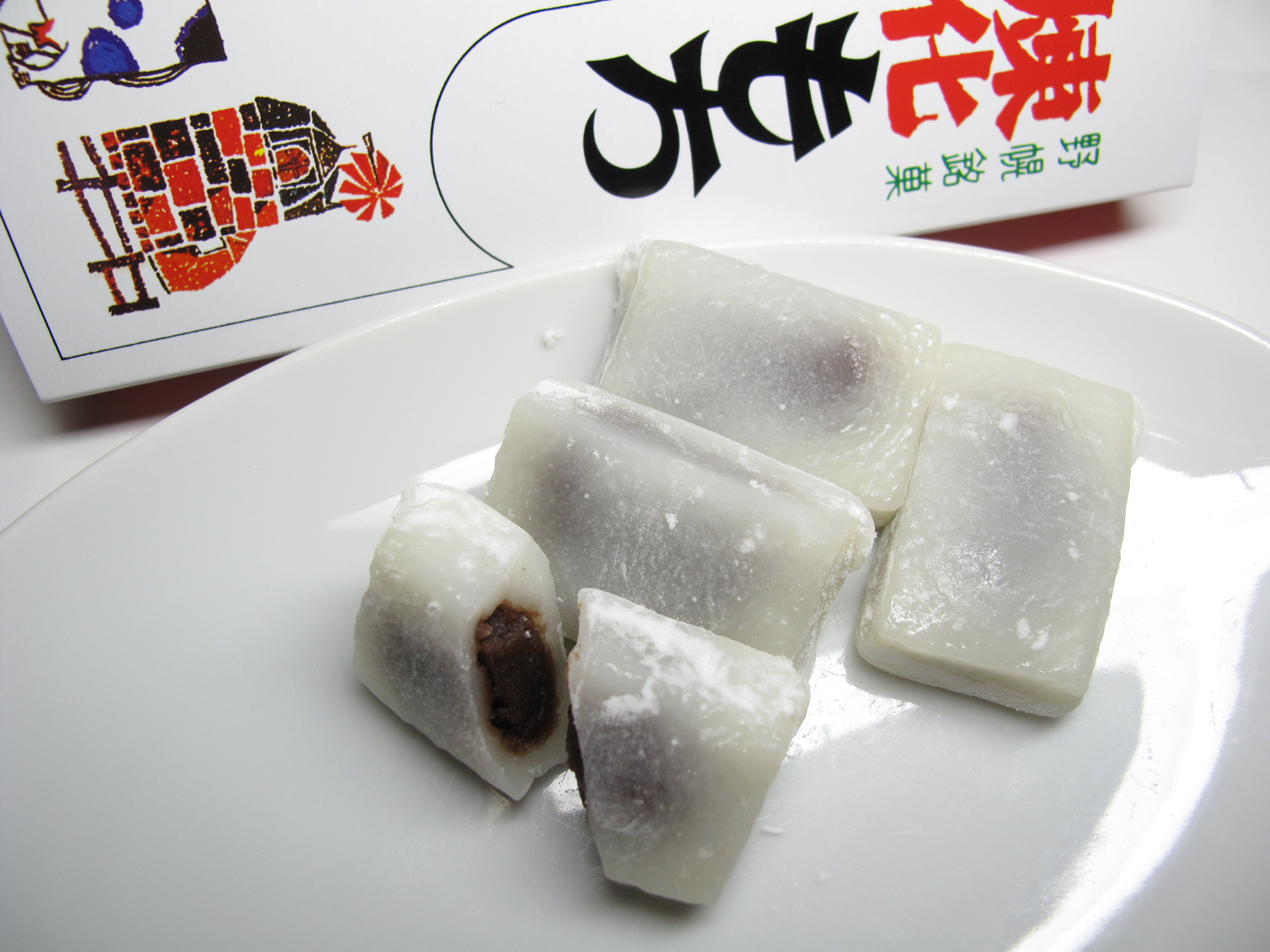
Renga mochi
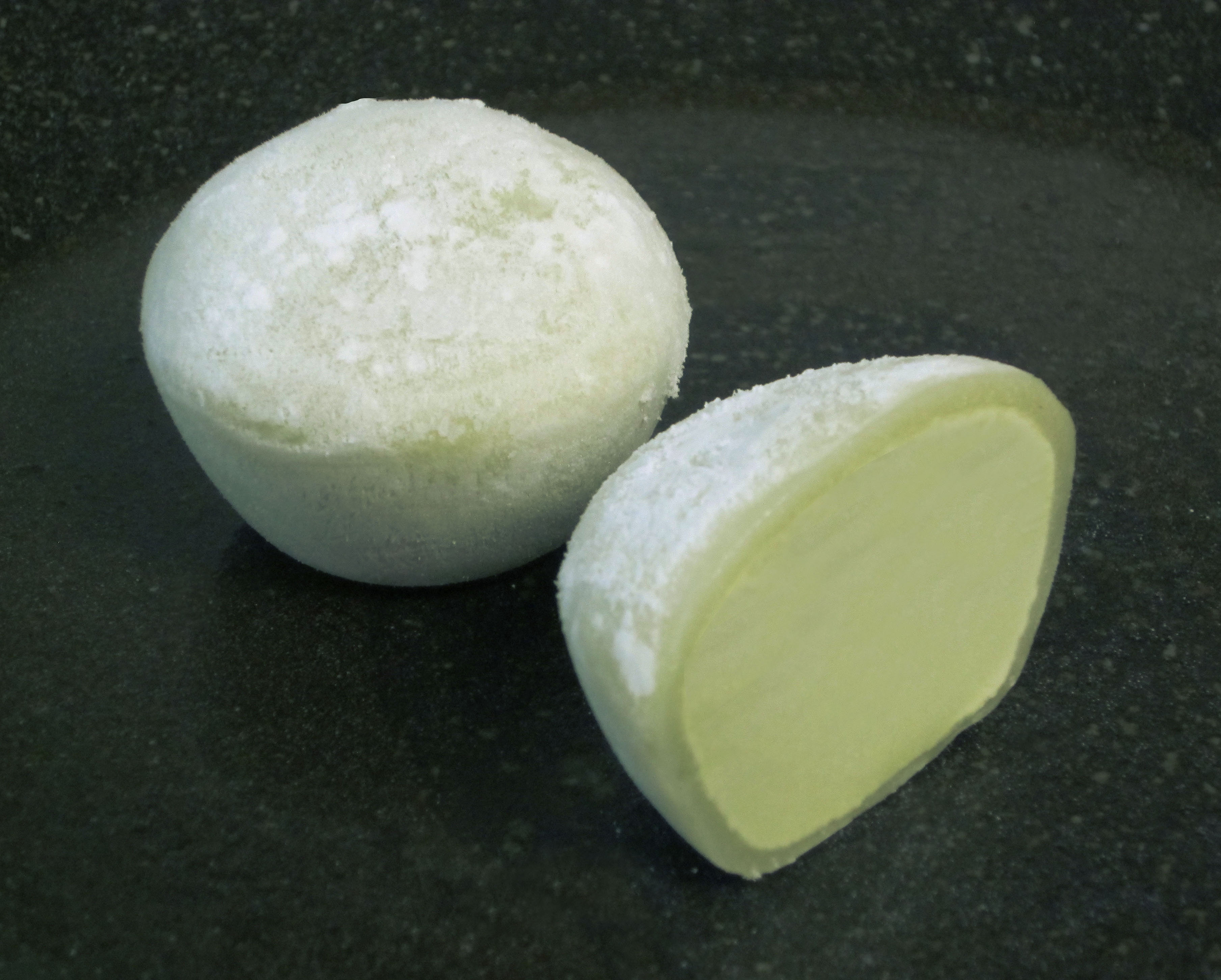
Matchasmaak mochi gevuld met ijs
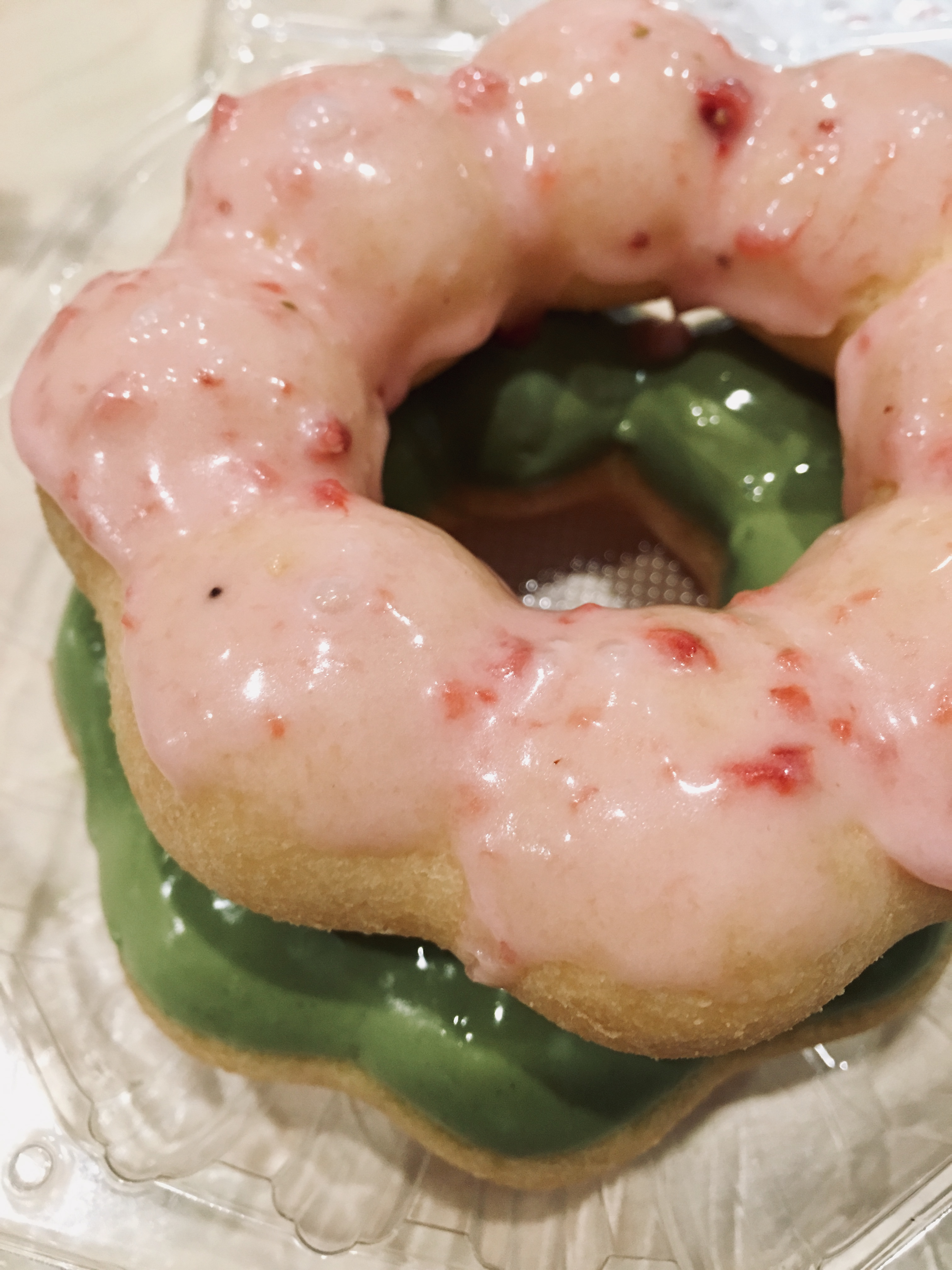
Mochi donut